# Kai Merk
Kai Merk (russisch Кай Мерк; * 28. August 1998 in Dahn) ist ein kirgisisch-deutscher Fußballspieler. Er steht seit 2025 beim FK Dordoi Bischkek in der Top Liga unter Vertrag und ist kirgisischer Nationalspieler.

## Karriere

### Im Verein
Seine Jugendzeit verbrachte Merk im Nachwuchs des FK Pirmasens, mit Ausnahme eines Jahres in der U11 beim TuS Winzeln. Nach der U19 wechselte der Stürmer im Sommer 2017 zur zweiten Mannschaft der SV Elversberg, die in der sechstklassigen Saarlandliga antrat. Dort konnte er mit guten Leistungen auf sich aufmerksam machen, woraufhin ihn der Verein im Oktober 2017 mit einem Profivertrag zunächst bis 2019 ausstattete, der später 2019 um ein Jahr bis 2020 verlängert wurde. Hauptsächlich kam Merk allerdings weiterhin in der zweiten Mannschaft zum Einsatz, wurde dort sowohl in der Saison 2017/18 (22 Tore in 17 Einsätzen) als auch 2018/19 (25 Tore in 23 Einsätzen) jeweils der beste Torschütze der Mannschaft und stieg mit ihr 2019 in die Oberliga Rheinland-Pfalz/Saar auf. Parallel kam er auch immer wieder in der ersten Mannschaft der Elversberger in der Regionalliga Südwest zum Einsatz und gewann mit ihr 2018 den Saarlandpokal. Im Sommer 2020 wechselte Merk zum Regionalliga-Konkurrenten VfR Aalen, für den er ein Jahr lang spielte. Sein auslaufender Vertrag wurde im Sommer 2021 nicht verlängert, woraufhin Merk nach Luxemburg wechselte und sich dem dortigen Erstligisten Union Titus Petingen anschloss. Nach dreieinhalb Jahren mit 78 Ligaspielen und 27 erzielten Treffern schloss er sich dann im Januar 2025 dem Ligarivalen F91 Düdelingen an. Doch nach nur einem halben Jahr mit sechs Ligaspielen wechselte Merk im Sommer 2025 nach Kirgistan zum FK Dordoi Bischkek in die Top Liga.

### Nationalmannschaft
Über seinen aus Kirgisistan stammenden Vater war Merk grundsätzlich auch für die dortige Nationalmannschaft spielberechtigt. 2019 nahm er erstmals an einem Sichtungslehrgang in Bischkek teil. Nach der erfolgten Einbürgerung wurde er schließlich im März 2023 erstmals in den Kader der kirgisischen Nationalmannschaft nominiert und debütierte dort bei einem anschließenden Freundschaftsspiel gegen Myanmar. Im Juni nahm er mit der Mannschaft an der Zentralasienmeisterschaft 2023 teil und kam bei der 0:1-Niederlage im Spiel um Platz 3 gegen den Oman zu seinem zweiten Länderspieleinsatz. Anfang 2024 gehörte er dem kirgisischen Kader für die Asienmeisterschaft an und kam dort bis zum Vorrundenaus der Mannschaft in allen drei Gruppenspielen zum Einsatz.

## Sonstiges
Kai Merk stammt aus Pirmasens und hat über seinen Vater auch kirgisische Wurzeln. In Pirmasens erwarb er 2017 am Hugo-Ball-Gymnasium das Abitur. Ursprünglich hielt er nur die deutsche Staatsbürgerschaft, bewarb sich später jedoch auch um die kirgisische. Sein jüngerer Bruder Kimi (* 2004) ist ebenfalls kirgisischer A-Nationalspieler und stand zuletzt bis zum 30. Juni 2025 bei FK Dordoi Bischkek in Kirgistan unter Vertrag.